# Frank Losee
Frank Losee (12 de junho de 1856 – 14 de novembro de 1937) foi um ator de teatro e cinema norte-americano. Um veterano da Broadway, ele começou em filmes mudos em 1915. Muitas vezes ele interpretou o pai de Mary Pickford, Pauline Frederick e Marguerite Clark. Sua esposa foi Marion Elmore.

## Filmografia selecionada
- The Eternal City (1915)
- Helene of the North (1915)
- Diplomacy (1916)
- The Innocent Lie (1916)
- The Moment Before (1916)
- The Evil Thereof (1916)
- Hulda from Holland (1916)
- Ashes of Embers (1916)
- Less Than the Dust (1916)
- Miss George Washington (1916)
- The Valentine Girl (1917)
- Bab's Diary (1917)
- Seven Keys to Baldgate (1917)
- Bab's Burglar (1917)
- Bab's Matinee Idol (1917)
- The Song of Songs (1918)
- Uncle Tom's Cabin (1918)
- On the Quiet (1918)
- In Pursuit of Polly (1918)
- His Parisian Wife (1919)
- Here Comes the Bride (1919)
- Paid in Full (1919)
- Civilian Clothes (1920)
- Right to Love (1920)
- Lady Rose's Daughter (1920)
- The Riddle: Woman (1920)
- Such a Little Queen (1921)
- Orphans of the Storm (1921)
- Unguarded Women (1924)